# رباب شيدر
رباب شيدر ( ولدت في 7 مارس 1991) هي ملاكمة مغربية. شاركت في الألعاب الأولمبية الصيفية لعام 2020 عن فئة وزن الذبابة نساء.

## الجوائز
- 2020 : الميدالية الذهبية في بطولة الملاكمة في دكار المؤهلة لدورة الألعاب الأولمبية.[5]

## روابط خارجية
- رباب شيدر على موقع بوكس ريك (الإنجليزية) (registration required)
- رباب شيدر على موقع اللجنة الأولمبية الدولية (الإنجليزية)
- رباب شيدر على موقع أوليمبيديا (الإنجليزية)
- رباب شيدر على موقع اللجنة الأولمبية المغربية (الفرنسية)